# Império Safávida
Os safávidas (em persa: صفویان) foram uma dinastia xiita iraniana formada por persas e curdos que governaram a Pérsia de 1501/1502 a 1722. Os safávidas fundaram o maior império iraniano desde a conquista islâmica da Pérsia e estabeleceram a escola Ithnāˤashari do xiismo como a religião oficial de seu império, marcando um dos mais importantes pontos de virada na história do Islã.
Esta dinastia teve origem na Safawiyya (em persa: صفویه), uma tariqa (ordem sufi) fundada pelo místico curdo Safi-ad-Din de Ardabil (1252–1334), em Ardabil, na região do Azerbaijão iraniano. A partir da sua base em Ardabil, os safávidas estabeleceram controle sobre toda a Pérsia e reafirmaram a identidade iraniana da região, tornando-se assim a primeira dinastia nativa, desde aquela do Império Sassânida, a criar um Estado unificado iraniano.
Apesar do seu desaparecimento em 1722, os safávidas deixaram sua marca na era atual com a criação e disseminação do xiismo em grandes partes do Cáucaso e da Ásia Ocidental, especialmente no Irã.

## Antecedentes e origem
Ao contrário de muitas outras dinastias fundadas por déspotas e chefes militares, um dos principais aspectos dos safávidas no período pós-islâmico do Irã foi sua origem na ordem islâmica sufi chamada de safávida. Esta singularidade torna a dinastia safávida comparável à dinastia pré-islâmica Sassânida, que fez do zoroastrismo a sua religião oficial, e cujos fundadores eram originários de uma classe sacerdotal. Note-se que a safávida não era originalmente xiita, mas procedente do ramo xafeíta sunita.
A dinastia safávida era composta por falantes do turco e persa, mas sua ascendência tem sido classificada como curda, persas e árabe por diversos estudiosos. No entanto, o que é certo é que os safávidas eram uma mistura étnica de linhagens georgiana, curda, persa e grega. Os reis safávidas diziam-se saídes, de família descendente do profeta Maomé, apesar de muitos estudiosos terem dúvidas sobre esta alegação. Parece agora haver um consenso entre os estudiosos de que a família safávida teve origem no Curdistão persa, e mais tarde mudou-se para o Azerbaijão iraniano, finalmente se fixando no século V/XI em Ardabil. Mas, mesmo antes de sua ascensão ao poder político, no século XV, os safávidas tinham se tornado falantes da língua turcomana e utilizado o turcomana como meio de comunicação com os seus seguidores, assim como feito desta a língua oficial da corte.

### Linhagem turca
De acordo com Lawrence Davidson et alː
| “ | Mesmo sendo sunita a maior parte dos nômades turcomanos e camponeses persas sob o governo safávida, Ismail I estava determinado a unir o país política e religiosamente. Dentro de uma década os safávidas, embora turcomanos por raça, tinham assumido o controle de toda a Pérsia. | ” |

Segundo Richard Frye,
| “ | Os falantes do turcomano no Turcão são em geral descendentes dos primeiros falantes iranianos, vários bolsões dos quais ainda existem na região. A migração maciça de turcos oguzes nos séculos XI e XII não apenas turquificaram o Turcão, como também a Anatólia. Os turcos foram os fundadores da dinastia Safávida. | ” |

Alguns outros estudiosos têm também afirmado a origem curdo.

### Linhagem curda
O livro mais antigo existente sobre a genealogia da família Safávida e o único anterior a 1501 é intitulado "Safwat as-Safa" e foi escrito por Ibn Bazzaz, um discípulo do xeique Sadiradim de Ardabil, filho do xeique Safiadim Ardabil. Segundo Ibn Bazzaz, o xeique era descendente de uma nobre curdo chamado Firuz Xá Zarim Culá, o curdo de Sanjã. A linhagem masculina da família Safávida, dada pelo mais antigo manuscrito do Safwat as-Safa, é: "(xeique) Safiadim Abul Fata Ixaque, filho de Al-xeique Aminadim Jebrail, filho de Salé Cobadim Abubecre, filho de Saladino Arraxide, filho de Maomé Hafiz Alcalã Alá, filho de Avade, filho de Biruz Alcurdi Alsanjani (Piruz Xá Zarim Culá, o curdo de Sanjã)". Os safávidas, a fim de legitimar ainda mais os seus poderes sobre o mundo muçulmano xiita, alegaram ser descendentes do profeta Maomé e alteraram o trabalho de Ibn Bazzaz, ocultando a origem curda da família Safávida.
Parece não haver um consenso entre os estudiosos safávidas sobre se os safávidas teriam surgido no Curdistão iraniano e depois mudado para o Azerbaijão iraniano, fixando-se em Ardabil, no século XI. Assim sendo, estes estudiosos têm considerado serem os safávidas de ascendência curda com base nas origens do xeique Safiadim e que os safávidas foram originalmente um clã de fala iraniana. Xeique Safiadim era um xafeíta muçulmano, que é a seita seguida pelos curdos sunitas atualmente.

## Xeique Safiadim
A história Safávida começa com a criação da ordem safávida por seu fundador epônimo Safiadim de Ardabil (1252-1334). Em 700/1301, Safiadim assumiu a liderança do Zahediyeh, uma significativa ordem sufi em Guilão, de seu mestre espiritual o xeique Zahed Gilani, que foi também seu sogro. Devido ao grande carisma espiritual do xeique Safiadim, a ordem foi mais tarde conhecida como safávida. A ordem Safávida logo ganhou grande influência na cidade de Ardabil e Handulá Mustaufi registra que a maior parte da população de Ardabil são seguidores do xeique Safiadim.
As poesias religiosas existentes sobre ele, escritas em Tati Antigo — atualmente uma distinta língua do noroeste iraniano — e acompanhada por uma paráfrase em persa que contribui para a sua compreensão, tem sobrevivido até os nossos dias e tem importância linguística.

## Do xeique Safiadim a Ismail I
Após a morte de Safiadim, a liderança da safávida passou para o xeique Sadiradim Muça (m. 794/1391-92). A Ordem neste momento foi transformada em um movimento religioso que realizava propaganda religiosa por toda a Pérsia, Síria e Ásia Menor, e era mais provavelmente que ainda mantivessem a sua origem sunita xafeíta. A liderança da Ordem passou do Sadradim Muça para seu filho Coja Ali (m. 1429) e, por sua vez, para seu filho Ibraim (m. 1429-47).
Quando o xeique Junaide, filho de Ibraim, assumiu a liderança do safávida, em 1447, a história do movimento Safávida foi radicalmente alterada. De acordo com R.M. Salgados, "o xeique Junaide não se contentou com a autoridade espiritual e procurou poder material". Nessa época, a mais poderosa dinastia da Pérsia era a Confederação do Cordeiro Negro, cujo governante, o xá Jaã ordenou que Junaide deixasse Ardabil ou então ele iria levar ruína e destruição àquela cidade. Junaide procurou refúgio com o rival dos Cordeiros Negros, xá Jaã, o cã da Confederação do Cordeiro Branco Uzum Haçane, e estreitou este seu relacionamento ao casar-se com Khadija Begum, irmã de Uzum Haçane. Junaide foi morto durante uma incursão nos territórios dos xás de Xirvão e seu filho, o xeique Haidar assumiu a liderança do saávida. O xeique Haidar casou com Marta, filha de Uzum Haçane, que deu à luz o xá Ismail I, o fundador da dinastia Safávida. A mãe de Marta, chamada Teodora - mais conhecida como Despina Khatun - era uma princesa do Ponto e filha do grão Comneno João IV de Trebizonda. Ela havia se casado com Uzum Haçane, em troca de proteção do grão Komnenos dos otomanos.
Depois da morte de Uzum Haçane seu filho Iacube sentiu-se ameaçada pela crescente influência religiosa Safávida. Iacube aliou-se com os xás de Xirvão e matou xeique Haidar em 1488. Neste período, a maior parte dos seguidores da safávida eram os clãs de língua turcomana da Ásia Menor e do Azerbaijão iraniano, e eram coletivamente conhecidos como quizilbaches ("Cabeças Vermelhas") devido às suas coberturas vermelhas de cabeça. Os quizilbaches eram guerreiros, seguidores espirituais do xeique Haidar, e fonte do poder político e militar dos Safávidas. Após a morte de Haidar, os seguidores espirituais do safávida reuniram-se em torno de seu filho Ali, que também foi perseguido e posteriormente morto por Iacube. Segundo a história oficial Safávida, antes de morrer, Ali havia designado o seu irmão mais novo Ismail como o líder espiritual da Ordem Safávida.

## Fundação da dinastia pelo xá Ismail I

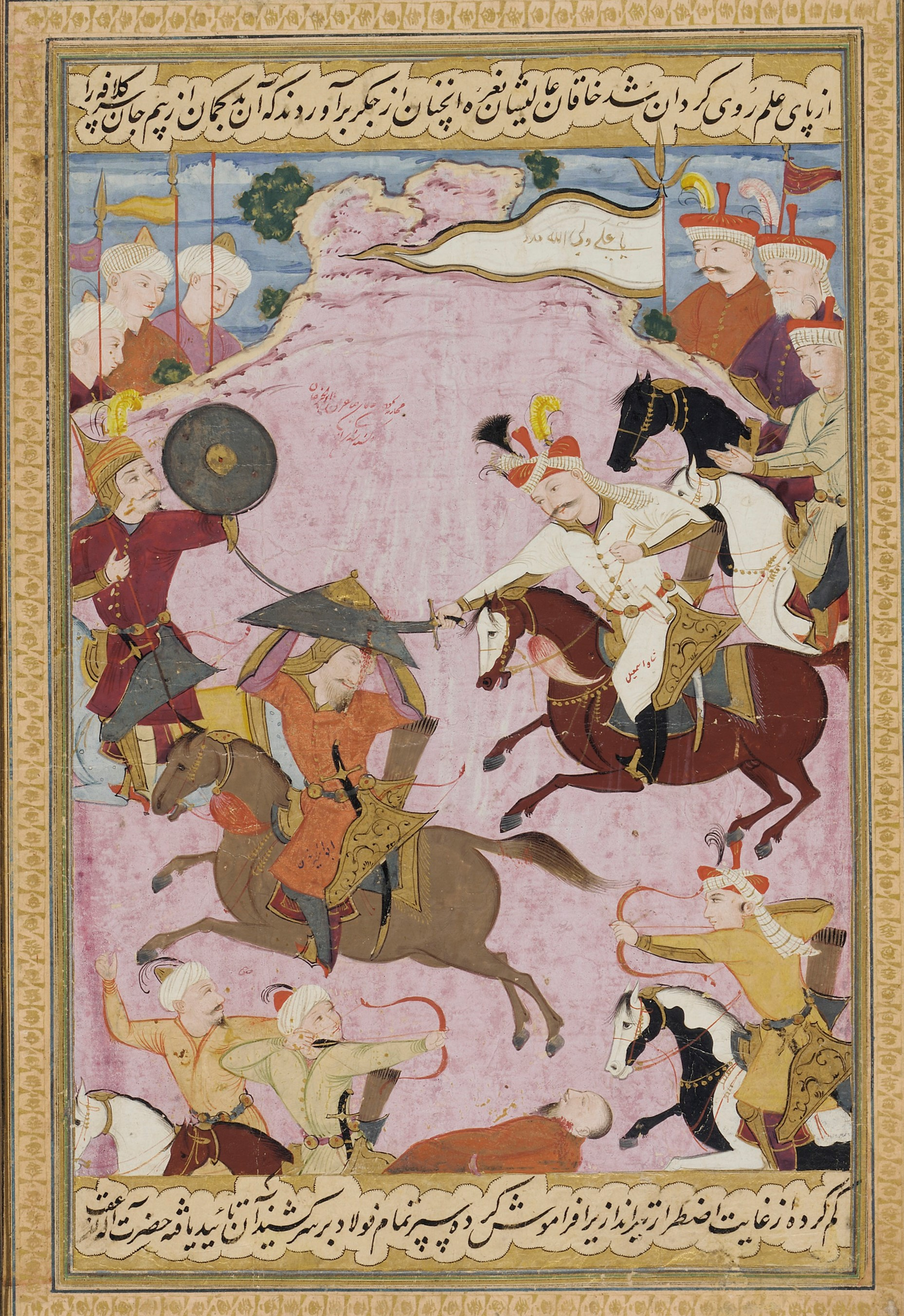
O xá Ismail I na batalha contra Abul-khayr Khan em uma cena do Tarikh-i alam-aray-i

A dinastia Safávida foi fundada por Ismail, desde então conhecido por Ismail I. O idioma utilizado pelo xá Ismail não era idêntico ao de sua "raça" ou "nacionalidade", uma vez que ele era bilíngue desde seu nascimento. Ismail tinha ascendência turcomana, iraniana e pôntica, embora alguns especulem que ele não era turcomano, e era descendente direto do xeique Safiadim. Como tal, era o último grão-mestre na linha hereditária da ordem safávida, antes de se tornar uma dinastia governante.
Ismail foi um jovem valente e carismático, zeloso com os mandamentos de sua fé xiita, e acreditava ser um descendente divino. Adorado pelos seus seguidores quizilbaches, Ismail invadiu o Xirvão e vingou a morte do seu pai. Posteriormente, ele iniciou uma campanha de conquistas, capturando Tabriz, em julho de 1501, onde se auto-intitulou xá do Azerbaijão e cunhou moedas com seu nome, instituindo o xiismo como religião oficial do seu domínio. Embora inicialmente, os safávidas tivessem vencido apenas os mestres do Azerbaijão, eles, na verdade, ganharam a luta pelo poder na Pérsia, que vinha se arrastando há quase um século entre várias dinastias e forças políticas. Um ano após a sua vitória em Tabriz, Ismail declarou a maior parte da Pérsia como seu domínio e nos dez anos seguintes, estabeleceu o controle total sobre toda a Pérsia, demonstrando extraordinária habilidade nas batalhas de campo.
Ismail continuou a expandir seu território acrescentando Hamadã, em 1503, Xiraz e Carmânia, em 1504, Najafe e Carbala em 1507, Vã, em 1508, Bagdá, em 1509, e Herate, bem como outras partes do Coração, em 1510. Em 1511, os uzbeques do nordeste, liderados por seu cã Maomé Xaibani, atacaram os safávidas ao longo do rio Oxo e ocuparam a maior parte do Coração. Os safávidas posteriormente contra-atacaram e a vitória decisiva sobre os uzbeques, assegurou ao Irã suas fronteiras orientais e os uzbeques nunca mais expandiram seus domínios para além do Indocuche. Embora os uzbeques continuassem a fazer incursões ocasionais no Coração, o império Safávida, durante toda a sua existência, foi capaz de mantê-los afastados.

### Confrontos com os otomanos

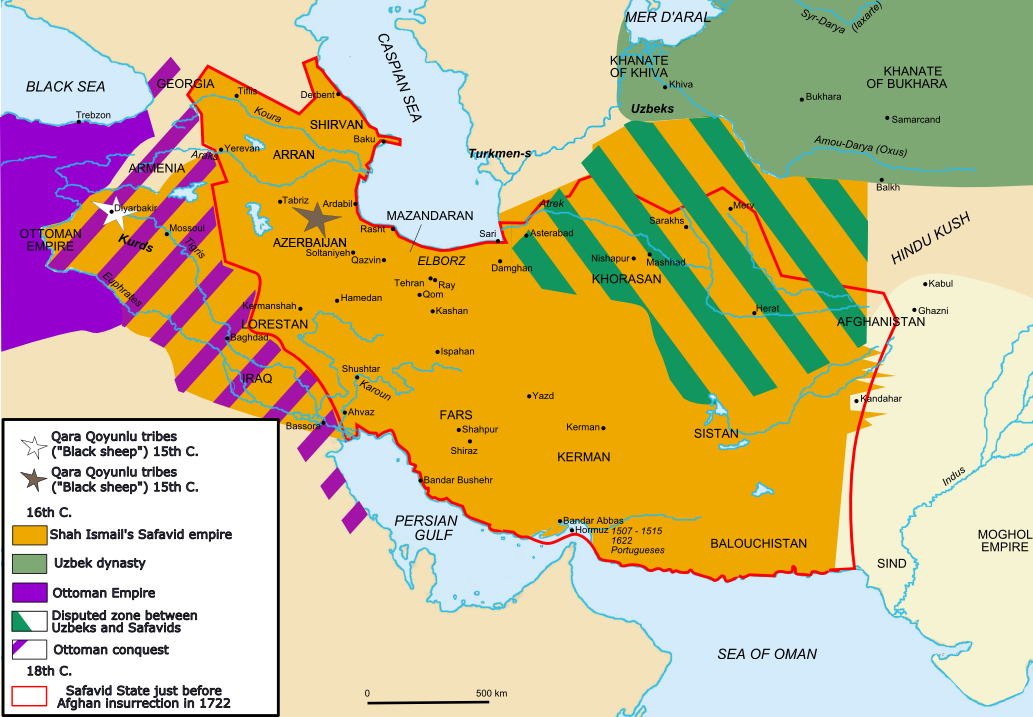
Mapa do Império Safávida e dos territórios perdidos

Mais problemático para os safávidas foi o poderoso Império Otomano. Os otomanos, uma dinastia sunita, consideraram o recrutamento de guerreiros das tribos turcomanas da Anatólia para a causa safávida como uma grande ameaça. Para conter o crescente poder safávida, em 1502, o sultão Bajazeto II forçosamente deportou muitos xiitas da Anatólia para outras partes do domínio otomano. Em 1514, o filho de Bajazeto, o sultão Selim I marchou através da Anatólia até chegar à planície de Chaldiran perto da cidade de Coi, e uma guerra decisiva foi travada no local. A maior parte das fontes concorda que o exército otomano era, no mínimo, o dobro do tamanho do de Ismail I no entanto, o que dava aos otomanos a vantagem era a artilharia, que faltava ao exército safávida. De acordo com a R. M. Savory, "o plano de Selim era atingir Tabriz no inverno e concluir a conquista da Pérsia na primavera seguinte. No entanto, um motim entre seus oficiais, que se recusavam a passar o inverno em Tabriz, forçou-o a retirar-se pelo território devastado pelas forças safávidas, oito dias depois". Embora Ismail fosse derrotado e sua capital capturada, o império safávida sobreviveu. A guerra entre os dois poderes continuou sob o comando do filho de Ismail, xá Tamaspe I, e o sultão otomano Solimão I, até o xá Abas I retomar as áreas perdidas para os otomanos em 1602.
As consequências da derrota em Chaldiran foram também psicológicas para Ismail: a derrota destruiu a crença de Ismail em sua invencibilidade, baseada na sua alegada natureza divina. Seu relacionamento com seus seguidores quizilbaches também foi substancialmente alterado. As rivalidades tribais entre os quizilbaches, que cessaram temporariamente antes da derrota em Chaldiran, ressurgiram de maneira intensa imediatamente após a morte de Ismail, e levaram a dez anos de guerra civil (930-40/1524-33) até o xá Tamaspe recuperar o controle dos negócios do Estado.
No início, o poder dos safávidas no Irã era baseado na força militar dos quizilbaches. Ismail explorou esse elemento para aumentar o seu domínio sobre o Irã. Mas, evitando a política após sua derrota em Chaldiran, deixou os assuntos de governo para o gabinete do Uacil. Os sucessores de Ismail, e mais ostensivamente o xá Abas I, com êxito diminuíram a influência dos quizilbaches nos negócios do Estado.

### A poesia de Ismail
Ismail é também conhecido por sua poesia usando o pseudônimo de Khatāī (em árabe: خطائی: pecador). Ele é considerado uma figura importante na história literária da língua azeri, e deixou cerca de 1 400 versos neste idioma, que ele escolheu para uso por razões políticas, como a maioria de seus seguidores naquele tempo em que se falava o turcomeno.
Cerca de 50 versos de sua poesia persa também sobreviveram. De acordo com a Encyclopædia Iranica, "Ismail foi um habilidoso poeta, que usou predominantemente temas e imagens na poesia lírica e didático-religiosa com facilidade e com certo grau de originalidade". Ele foi também profundamente influenciado pela tradição literária persa do Irã, principalmente pela "Épica dos Reis" de Ferdusi, o que provavelmente explica o fato dele chamar a todos de seus filhos. Dickson e Welch sugerem que o "Shāhnāmaye Shāhī" de Ismail foi concebido como um presente para o jovem Tamaspe. Após derrotar os uzbeques de Maomé Xaibani, Ismail pediu a Hātefī, um famoso poeta de Ghowr, para escrever uma Épica dos Reis no estilo épico sobre suas vitórias e de sua recém-criada dinastia. Apesar do épico ter ficado inacabado, ele foi um exemplo de mathnawi, no estilo heroico da Épica dos Reis escrito mais tarde, para os reis safávidas.

### Legado
O maior legado de Ismail foi a criação de um império duradouro, que durou mais de 200 anos. Mesmo após a queda dos safávidas em 1722, sua influência cultural e política durou até a era das dinastias Afexárida, Zande, Cajar e Pálavi até a atual República Islâmica do Irã, onde o xiismo ainda é a religião oficial como foi durante o período Safávida.

### Cenário político na Pérsia antes do governo de Ismail
Após o declínio do Império Timúrida (1370-1506), surgiram muitos Estados locais antes da criação do Estado iraniano por Ismail. Os mais importantes governantes locais por volta de 1500 foram:
- Huceine Baicara, o governante timúrida de Herate
- Aluande Mirza, o cã cordeiro branco de Tabriz
- Murade Begue, governante cordeiro branco de Iraque Alajam
- Farruque Iassar, o xá de Xirvão
- Badi Alzamane Mirza, o governante local de Bactro
- Huceine Quia Chalavi, o governante local de Semnã
- Murade Begue Baiandar, o governante local de Iázide

Ismail foi capaz de unir todas estas terras sob o Império iraniano que ele criou.

## Xá Tamaspe
O xá Tamaspe I, o jovem governador de Herate, sucedeu seu pai Ismail em 1524, quando ele tinha dez anos e três meses de idade. Ele foi tutelado pelo poderoso emir quizilbache Ali Beg Rūmlū (intitulado "Div Soltān"), que viu-se como o governante de fato do Estado. Por cerca de dez anos, as facções rivais dos quizilbaches lutaram entre si pelo controle do império até que o xá Tamaspe reafirmou sua autoridade efetiva e acabou reinando por 52 anos, o mais longo reinado da história safávida. Os uzbeques, durante o reinado de Tamaspe, atacaram as províncias orientais do reino cinco vezes e os otomanos sob o comando de Solimão I fizeram quatro incursões na Pérsia. Como resultado, a Pérsia perdeu territórios no Iraque, e Tamaspe foi obrigado a mudar sua capital de Tabriz para Gasvim. Usando a diplomacia, ele negociou com os otomanos a Paz de Amásia e manteve a paz ininterrupta durante o restante de seu reinado.
Após a morte de Tamaspe, em 984/1576, a luta por uma posição dominante no Estado foi complicada por grupos e facções rivais. Facções políticas dominantes, que disputavam o poder, apoiaram três diferentes candidatos. O mentalmente instável Ismail, filho de Tamaspe e o obtuso Maomé Codabanda estavam entre os candidatos, mas não recebiam apoio de todos os chefes quizilbaches. A tribo turcomana Ustājlū, uma das mais poderosas tribos entre os quizilbaches, lançou seu apoio para Haidar, que era de mãe georgiana, mas a maioria dos chefes quizilbaches via isso como uma ameaça para eles, o domínio do poder turcomano. Em vez disso, eles primeiramente colocaram Ismail II no trono (1576-1577) e depois dele o xá Maomé Codabanda (1578-1588).

## Xá Abas

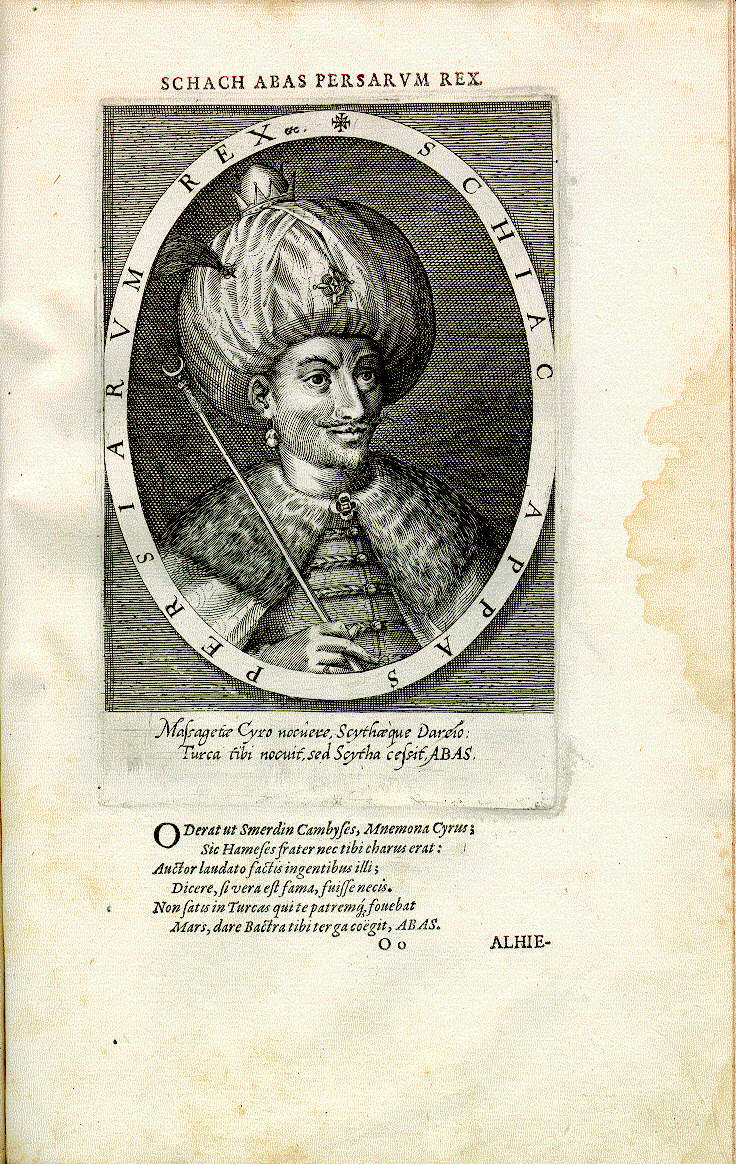
Xá Abas, rei dos Persas numa gravura do Atrium heroicum Caesarum de Dominicus Custos pub. 1600–1602

O maior dos monarcas safávidas, xá Abas I (1587-1629) chegou ao poder em 1587 com 16 anos de idade na sequência da forçada abdicação de seu pai, o xá Maomé Codabanda, depois de ter sobrevivido às intrigas e tentativas de assassinatos da corte quizilbache. Ele reconheceu a ineficiência de seu exército, que foi constantemente sendo derrotado pelos otomanos, que haviam capturado a Geórgia e a Armênia e pelos uzbeques que haviam capturado Mexed e o Sistão, no leste.
Primeiramente ele promoveu a paz em 1590 com os otomanos entregando-lhes territórios no noroeste. Em seguida, dois ingleses, Robert Sherley e seu irmão Anthony, ajudaram Abas I a reorganizar os soldado do xá em um exército permanente, oficial, pago e bem treinado, semelhante ao modelo europeu (que os otomanos já haviam aprovado).
Ele entusiasticamente aprovou o uso da pólvora. As divisões do exército eram: Gulans غلام (servos da corte ou escravos normalmente conscritos da Armênia, Geórgia e de terras circassianas), Tofongchis تفگنچى (mosqueteiros), e Topchis توپچى (artilheiros).
Abas I primeiramente lutou contra os uzbeques, recapturando Herate e Mexede, em 1598. Então se voltou contra os otomanos recapturando Bagdá, o leste do Iraque e as províncias caucasianas, em 1622. Ele também usou a sua nova força para expulsar os portugueses do Barém (1602) e a Marinha Inglesa do estreito de Ormuz (1622), no golfo Pérsico (uma ligação vital do comércio português com a Índia). Ele expandiu as relações comerciais com a Companhia Britânica das Índias Orientais e a Companhia Neerlandesa das Índias Orientais. Assim Abas I foi capaz de quebrar a dependência em relação ao poder militar dos quizilbaches e centralizar o controle.
Os otomanos e os safávidas lutaram ao longo das férteis planícies do Iraque por mais de 150 anos. A captura de Bagdá por Ismail I, em 1509 foi apenas seguida por sua perda para o sultão otomano Solimão I em 1534. Depois de campanhas subsequentes, os safávidas recapturaram Bagdá 1623 até perdê-la novamente para Murade IV em 1638. Doravante um tratado, assinado em Qasr-e Shirin, estabeleceu uma delimitação de fronteiras entre o Irã e o Império Otomano, em 1639, uma fronteira que ainda permanece no noroeste do Irã e sudeste da Turquia. Os 150 anos de lutas acentuaram a divisão entre sunitas e xiitas no Iraque.
Em 1609-1610, uma guerra eclodiu entre as tribos curdas e o Império Safávida. Depois de um longo e sangrento cerco liderado pelo grão-vizir safávida Hatem Beg, que durou de novembro de 1609 até o verão de 1610, a fortaleza curda de Dimdim foi capturada. O xá Abas ordenou um massacre geral em Beradost e Mucriã (Mahabad) (reportado por Escandar Begue Monxi, historiador safávida (1557-1642) no livro "Alam Ara Abbasi") e reinstalou na região os turcos da tribo afexar, enquanto deportou muitas tribos curdas para o Coração. Atualmente, há uma comunidade de cerca de 1,7 milhões de pessoas que são descendentes das tribos deportados do Curdistão para o Khurasan (nordeste do Irã) pelos safávidas.
Devido a seu obsessivo medo de ser assassinado, o xá Abas mandava matar ou cegar qualquer membro de sua família que despertasse nele qualquer suspeita. Desta forma um de seus filhos foi executado e outros dois deixados cegos. Uma vez que dois outros filhos morreram antes dele, a consequência foi uma tragédia pessoal para o xá Abas. Quando ele morreu em 19 de janeiro de 1629, não existia filho capaz de lhe suceder.
No início do século XVII o poder dos quizilbaches começou a declinar, a milícia original que tinha ajudado Ismail I a capturar Tabriz, e que havia obtido muitos poderes administrativos ao longo dos séculos. O poder agora estava dividido entre a nova classe de comerciantes, muitos deles de etnia armênia, georgiana e indoariana.
No seu zênite, durante o longo reinado do xá Abas I, o império compreendia o Irã, Iraque, Armênia, Azerbaijão, Geórgia e partes do Turcomenistão, Uzbequistão, Afeganistão e Paquistão.

## Declínio do Estado Safávida

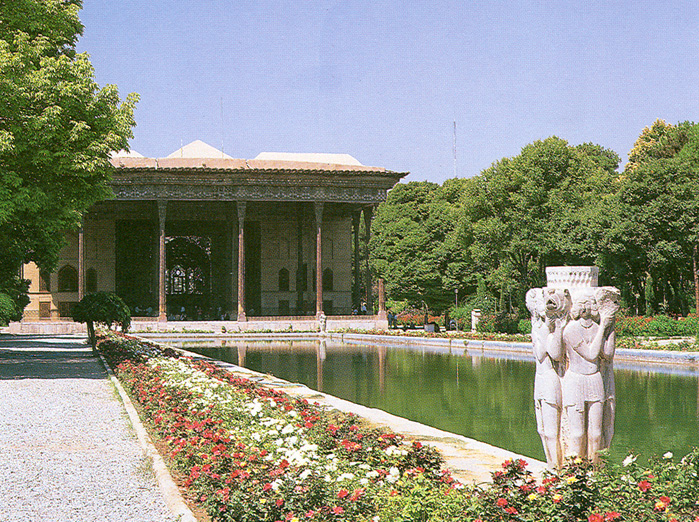
Vista do Palácio Chehel-sotoon, Ispaã, Irã

Além de lutar contra seus antigos inimigos, os otomanos e os uzbeques, no século XVII os safávidas tiveram de lutar contra o crescimento de mais dois vizinhos. A Moscóvia russa, no século anterior tinha deposto dois canatos da Horda Dourada na Ásia Ocidental e expandido sua influência até as montanhas do Cáucaso e Ásia Central. No leste, a dinastia Mogol da Índia tinha chegado até o Afeganistão, apesar do controle iraniano, chegando a tomar Candaar.
Além disso, no século XVII, as rotas comerciais entre o Oriente e o Ocidente tinham se deslocado para fora do Irã, causando a perda do comércio e dos negócios.
À exceção do xá Abas II, os governantes safávidas após Abas I foram ineficientes. O fim de seu reinado, em 1666, marcou o início do fim da dinastia Safávida. Apesar da queda das receitas e ameaças militares, os últimos xás tiveram estilos de vida suntuosos. O xá Sultão Hosain (1694-1722), em particular, era conhecido por seu amor ao vinho e pelo desinteresse em governar.
O país teve várias vezes as suas fronteiras invadidas - Carmânia pelas tribos balúchis, em 1698, Coração pelos afegãos, em 1717, constantemente na Mesopotâmia pelos árabes da península. O xá sultão Huceine tentou pela força converter seus súditos afegãos do leste do Irã da seita sunita para a xiita. Em resposta, um chefe ghilzai pastós chamado Mir Wais Khan iniciou uma rebelião contra o governador da Geórgia, Jorge XI, de Candaar e derrotou o exército safávida. Mais tarde, em 1722, um exército afegão liderado pelo filho de Mir Wais, Mahmud, marchou pelo leste do Irã, sitiando e saqueando Ispaã. Maomé proclamou-se "Xá da Pérsia".
Os afegãos controlaram seus territórios conquistados por doze anos, mas foram impedidos de fazer novas conquistas por Nadir Xá, um antigo escravo que tinha assumido a liderança militar dentro da tribo afexar no Coração, um Estado vassalo dos safávidas. Nadir Xá derrotou os afegãos na Batalha de Dangã, 1729. Ele expulsou os afegãos, que ainda ocupavam a Pérsia, em 1730. Em 1738, Nadir Xá reconquistou a Pérsia Oriental, começando por Candaar; no mesmo ano ele ocupou Gázni, Cabul e Lahore, indo em direção leste até chegar em Deli, mas não fortificou sua base persa e esgotou as forças de seu exército. Ele tinha o controle efetivo sobre o xá Tamaspe II e em seguida, governou como regente o infante Abas III até 1736, quando ele próprio se coroou xá.
Imediatamente após o assassinato de Nadir Xá, em 1747, os safávidas foram renomeados como Xás do Irã, a fim de dar legitimidade à nascente dinastia Zande. No entanto, o breve regime fantoche de Ismail III terminou em 1760, quando Carim Cã sentiu-se suficientemente forte para assumir o controle do país e oficialmente encerrar com a dinastia Safávida.

## O xiismo como religião oficial

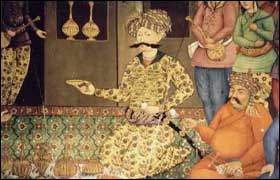
Xá Abas I dos safávidas em um banquete em um detalhe de um afresco no Palácio de Chehel Sotoun, Ispaã

Apesar dos safávidas não serem os primeiros governantes xiitas do Irã, eles desempenharam um papel crucial no sentido de tornar o xiismo a religião oficial em todo o Irã. Houve grandes comunidades xiitas em algumas cidades como Qom e Sabzevar, antes do século VIII. Nos séculos X e XI os Buwayhidas, que eram de Zeydi, um ramo de xiitas, governaram em Pérsis, Ispaã e Bagdá. Como consequência da conquista mongol e da relativa tolerância religiosa dos ilcânidas, as dinastias xiitas foram restabelecida no Irã - os sarbadars, no Coração, foram os mais importantes. O xá Öljaitü, sultão do Ilcanato, converteu-se ao xiismo duodecimano no século XIII.
Na sequência da conquista do Irã, Ismail I fez a conversão obrigatória de grande parte da população sunita. Os ulemás sunitas, ou clero, foram mortos ou exilados. Ismail I, apesar de suas crenças heterodoxas xiitas (Momen, 1985), buscou líderes religiosos xiitas e concedeu-lhes terras e dinheiro em troca de lealdade. Mais tarde, durante os safávidas e especialmente no período Qajar, o poder dos ulemás xiitas aumentou e eles foram capazes de exercer um papel, independente ou de conformidade com o governo. Apesar da origem sufi dos safávidas, a maior parte dos grupos sufis foi proibida, exceto a Ordem dos Nimatullahi.
O Irã se tornou uma teocracia feudal; o xá era considerado divinamente ordenado para ser o chefe religioso de todos os iranianos. Nos séculos seguintes, esta atitude uniu firmemente os religiosos do Irã e fortaleceu os sentimentos nacionalistas a ponto de provocar ataques aos seus vizinhos sunitas.
As guerras constantes com os otomanos provocadas pelo xá Tamaspe I, fez com que a capital Tabriz fosse transferida para a cidade de Gasvim, em 1548. Mais tarde, o xá Abas I mudou a capital para Ispaã, ainda mais para o interior do Irã. Abas I construiu uma nova cidade, ao lado da antiga persa. A partir deste momento o Estado começou a assumir um caráter mais persa. Os safávidas finalmente conseguiram estabelecer uma nova monarquia nacional persa.

## Conflito otomano-persa

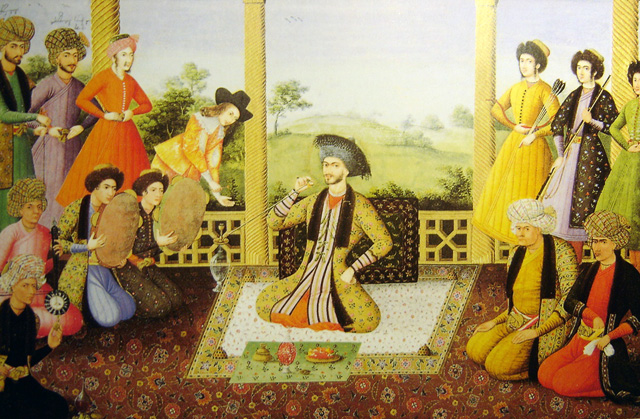
O xá Solimão I e sua corte, Ispaã, 1670. O pintor é Ali Qoli Jabbador, e é mantido no Instituto São Petersburgo de Estudos Orientais na Rússia, desde quando foi adquirido pelo Tsar Nicolau II. Observe as duas figuras georgianas com seus nomes no canto superior esquerdo

Um dos grandes problemas enfrentados por Ismail I após o estabelecimento do Estado Safávida foi encontrar uma melhor maneira de buscar o entendimento entre os dois maiores grupos étnicos daquele Estado: os quizilbaches (turcomano: cabeça vermelha) turcomenos, os "homens da espada" da sociedade islâmica clássica, cuja valentia militar tinha-lhe levado ao poder, e os elementos persas, os "homens da caneta", que preenchiam os cargos burocráticos e religiosos estabelecidos no Estado safávida como haviam feito ao longo de séculos anteriores ao abrigo dos governantes da Pérsia, fossem eles árabes, mongóis, ou turcomanos. Como Vladimir Minorsky coloca, os atritos entre estes dois grupos era inevitável, pois os quizilbaches "não eram parte da tradição nacional persa". Entre 1508 e 1524, o ano da morte de Ismail, o xá nomeou cinco sucessivos persas para o cargo de vakil. Quando o segundo "vakil" persa foi colocado no comando de um exército safávida na Transoxiana, os quizilbaches, considerando-a uma desonra serem obrigados a servir sob seu comando, abandonaram-no no campo de batalha de forma que ele foi morto. O quarto vakil foi assassinado pelos quizilbaches e o quinto foi condenado à morte por eles.
As tribos quizilbaches do Irã eram essencialmente militares até o governo do xá Abas I — os seus líderes lograram exercer uma enorme influência e de participar das intrigas da corte (o assassinato do xá Ismail II, por exemplo).

## Economia
O que alimentou o crescimento da economia safávida foi a posição geográfica do Irã entre as civilizações emergentes da Europa, a oeste e a Índia e a Ásia Central ao norte e leste. A Rota da Seda, que cruzava o norte do Irã e seguia até a Índia, foi reativada do século XVI. Abas I apoiou também o comércio direto com a Europa, particularmente com a Inglaterra e os Países Baixos, que se interessavam por produtos orientais como o tapete persa, a seda e tecidos. Outros produtos de exportação eram os cavalos, peles de cabras, pérolas e uma amêndoa amarga, chamada hadam-talka usada como especiaria na Índia. As principais importações eram especiarias, produtos têxteis (roupas de lã da Europa e algodão de Guzerate), metais, café e açúcar.

## Idiomas da corte, militarismo, administração e cultura

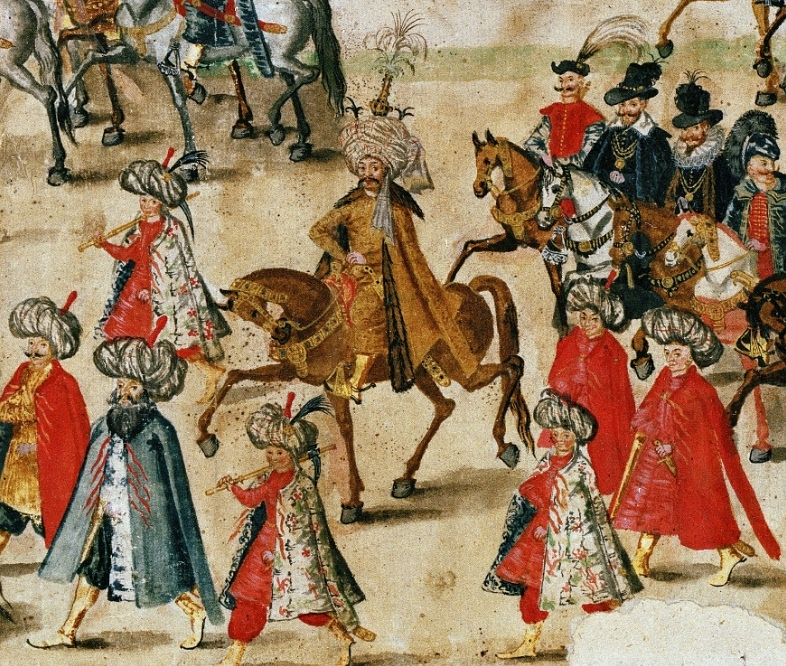
O embaixador persa Mechti Kuli Beg durante sua entrada na Cracóvia para as cerimônias de casamento do rei em 1605

Os safávidas, falavam o turca e persa. A língua oficial utilizada sobretudo pela corte safávida e instituições militares era o turca. Mas a língua administrativa, bem como a das respondências (Insha'), da literatura (adabe) e dos registros históricos (tárique) era o persa. As inscrições em moedas safávidas eram também em persa.
Os safávidas também utilizavam o persa como língua cultural e administrativa ao longo de todo o império persa. De acordo com Arnold J. Toynbee:
| “ | no apogeu dos regimes mongol, safávida e otomano o Novo Persa foi sendo incentivado pelos governantes desses reinos como sendo a língua da literatura, ao mesmo tempo que era também para ser empregada como língua oficial da administração nesses dois terços do seu domínio, dentro das fronteiras safávidas e mogóis. | ” |

Segundo John R. Perry,
| “ | No século XVI, a família turcófona safávida de Ardabil no Azerbaijão iraniano, provavelmente de origem iraniana (talvez curda) turconizada, conquistou o Irã e estabeleceu o turcomano como língua da corte e dos militares, influenciando os falantes do persa, enquanto que a escrita persa, usada na literatura e na administração civil, manteve-se praticamente inalterada em importância e conteúdo. | ” |

De acordo com a Cambridge, a História do Irãː
| “ | Nos assuntos cotidianos, a língua oficial utilizada na corte safávida e pelos oficiais militares e líderes políticos, bem como os dignitários religiosos, era o turcomano, e não o persa; e a última classe de pessoas escrevia suas obras religiosas principalmente em árabe. Aqueles que escreviam em persa, ou tinham pouco conhecimento dessa língua, ou escreviam fora do Irã e, consequentemente, distantes dos centros onde o persa era o vernáculo aceito, investido com aquela vitalidade e susceptibilidade da habilidade em seu uso, que uma língua pode ter somente nos lugares onde ela realmente pertence. | ” |

Segundo É. Á. Csató et al.ː
| “ | Uma língua foi atestada na Pérsia safávida durante os séculos XVI e XVII, uma língua que os europeus muitas vezes chamam de turco persa ("Turc Agemi", "língua túrcica agêmica"), que era uma língua favorita na corte e no exército devido. O nome original era apenas turki, e assim um nome conveniente poderia ser Turki-yi Acemi. Esta variação do turco persa deve ter sido também falada em regiões caucasianas e transcaucasianas, que durante o século XVI pertenceram tanto aos otomanos quanto aos safávidas, e não foram totalmente integradas no império Safávida até 1606. Apesar de que a língua pode ser geralmente identificada como azeri médio, não é ainda possível definir exatamente os limites desta língua, tanto nos aspectos linguísticos quanto territoriais. É certo que não era homogênea - talvez fosse um misto de língua azeri-otomana, como Beltadze (1967:161) declara para uma tradução dos evangelhos, em escrita georgiana a partir do século XVIII. | ” |

Segundo Ruda Jurdi Abisaabː
| “ | Apesar da língua árabe ser ainda o meio de expressão religiosa escolástica, ela foi precisamente no governo safávida, que complicações hádices e trabalhos doutrinários de toda espécie foram sendo traduzidos para o persa. Os 'Amilis (estudiosos xiitas libaneses) que operavam através dos postos religiosos da corte, foram forçados a manter a língua persa; seus alunos traduziam suas instruções para o persa. A persianização passou de mão em mão com a popularização da "corrente principal" da fé xiita | ” |

.
De acordo com Cornelis Henricus Maria Versteeghː
| “ | A dinastia Safávida sob o reinado do xá Ismail (961/1501) adotou o fársi e forma xiita como língua e religião nacional. | ” |

## Cultura

### Cultura dentro da família safávida
A família safávida era uma família alfabetizada desde o início de sua origem. Era costume ler poesias em tati e persa de xeique Safiadim de Ardabil, bem como poesias em persa de xeique Sadiradim. A maior parte das poesias do xá Ismail I estava em turca e persa sob o pseudônimo de Catai. Sam Mirza, o filho do xá Ismail, bem como alguns autores mais tarde afirmam que Ismail compôs poemas, tanto em turcomano quanto em persa, mas apenas alguns poucos exemplares de seus versos em persa sobreviveram. Uma coleção de seus poemas foi publicada em azeri como um divã. O xá Tamaspe, que tinha composto poesias em persa, também foi pintor, enquanto que o xá Abas II era conhecido como poeta, escrevendo versos em persa e turca com o pseudônimo de Tani. Sam Mirza, o filho de Ismail I foi também poeta e compôs sua poesia em persa. Ele também compilou uma antologia da poesia contemporânea.

### Cultura no Império
O xá Abas I reconheceu os benefícios comerciais de promover as artes - os produtos artesanais representavam a grande parte do comércio externo do Irã. Neste período, desenvolveu-se a produção de artesanatos, tais como ladrilhos, cerâmicas e tecidos, e grandes avanços foram feitos em iluminuras, encadernações, decoração e caligrafia. No século XVI, a tecelagem de tapetes evoluiu de um produto nômade e camponês para uma indústria especializada em modelos e fabricação. Tabriz era o centro desta indústria. Os tapetes de Ardabil eram encomendados para comemorar a dinastia Safávida. Os famosos tapetes 'Polonaise' de elegância barroca eram feitos no Irã durante o século XVII.
Usando formas e materiais tradicionais, o Reza Abbasi (1565–1635) introduziu novos temas na pintura persa - mulheres semi-nuas, jovens, amantes. Sua pintura e estilo caligráfico influenciaram artistas iranianos em grande parte do período Safávida, que veio a ser conhecida como a Escola de Ispaã. O contato maior com culturas distantes, no século XVII, especialmente com a Europa, proporcionou um impulso de inspiração para os artistas iranianos, que adotaram a modelagem, o escorço, a recessão espacial, e o meio da pintura a óleo (o xá Abas II enviou Zaman para estudar em Roma). O Épica dos Reis, um manuscrito exemplo estelar de iluminura e de caligrafia, foi feito durante o reinado do xá Tamaspe. (Este livro foi escrito por Ferdusi em 1000 para o sultão Mahmood Ghaznawi) Outro manuscrito é o Khamsa por Nezami executado em 1539-43 por Aqa Mirak e sua escola em Ispaã.
Ispaã possui as mais importantes amostras da arquitetura safávida, todas construídas nos anos posteriores ao xá Abas I que transferiu permanentemente para lá a capital do império em 1598: a Mesquita Imperial, Masjid Shah-e, concluída em 1630, a mesquita Imami, Masjid-e Imami, a Mesquita Lutfullah e o Palácio Real.
Segundo o professor William Clevelandː
| “ | Em 1598 o xá Abas designou Ispaã, uma cidade localizada no centro do Irã, como a nova capital imperial. Ispaã já era uma cidade, e já tinha uma vez sido a capital seljúcida. Contudo, Abas transformou a cidade, destinando grande quantia em dinheiro para a construção de um centro urbano cuidadosamente planejado, formado por extensas e largas vias e embelezado com mesquitas ricamente decoradas, um palácio real, luxuosas residências particulares, e um grande bazar, tudo no interior em um luxuriante jardim. O esplendor material da corte de Ispaã somado ao generoso mecenato de Abas atraíram artistas e acadêmicos, cujas presenças contribuíram para o enriquecimento da vida intelectual e cultural da cidade. Foram incentivadas atividades desde a tecelagem de tapetes até a criação de iluminuras, da escrita de poesia persa até a compilação de obras sobre a jurisprudência Shica, e Ispaã tornou-se o catalisador de uma explosão de cultura persa que se espalhou para outras cidades safávidas e continuou após a morte de Abas. Ispaã também foi um florescente centro comercial cujos comerciantes prosperaram devido ao governo estável e centralizado criado por Abas, tornaram-se consumidores e empresários. Por volta da morte de Abas, a capital safávida tinha uma população estimada de 400 000 habitantes; o grande tamanho da cidade e as impressionantes realizações dos seus residentes levaram seus habitantes a criarem seu famoso lema, "Ispaã é a metade do mundo". | ” |

A poesia estagnou sob o governo safávida; o grande estilo medieval ghazal definhou frente ao lirismo. Faltou à poesia o incentivo real que foi destinado às outras artes, e foi sufocada pelas prescrições religiosas.
O período safávida possibilitou o florescimento da Filosofia no Irã nas figuras de Mulla Sadra de Xirza, Xeique Baai e Damade Mir. Segundo o professor Richard Nelson Frye: Eles foram os continuadores da tradição clássica do pensamento islâmico, que morreu depois de Averróis, no oeste árabe. As escolas persas de pensamento eram as verdadeiras herdeiras dos grandes pensadores islâmicos de idade de ouro do Islã, que, no contexto do Império Otomano, houve uma estagnação intelectual, no que diz respeito às tradições de filosofia islâmica. Um dos mais renomados filósofos muçulmanos, Mulla Sadra, viveu durante o reinado do xá Abas I, e escreveu Asfar, uma meditação sobre o que ele chamava de "meta filosofia" que levou a uma síntese do misticismo filosófico do Sufismo, à teologia do Xiismo, e às filosofias peripatética e iluminista de Avicenna e Xabadim Surauardi. A História do xá Abas, o Grande de Iscandar Begue Monxi, escrita alguns anos após a morte do rei, carrega uma profunda diferença entre a história e o personagem.

### Arquitetura
Uma nova era na arquitetura do Irã iniciou-se com o surgimento da dinastia Safávida. Economicamente sólido e politicamente estável, este período assistiu a um florescente crescimento das ciências teológicas. A arquitetura tradicional evoluiu em seus padrões e métodos deixando seu impacto na arquitetura dos períodos seguintes.
O surgimento de novos padrões baseados em redes geométricas no desenvolvimento das cidades deram ordem para abrir espaços urbanos, e levaram em conta a preservação dos elementos naturais (água e plantas) dentro das cidades. A criação de espaços públicos distintos é uma das mais importantes características urbanas do período safávida, manifestada por exemplo, na Praça de Naqsh-e Jahan, Chahar Bagh e os jardins reais de Ispaã.
Importantes monumentos como a Mesquita Lotfallah (1603), Hasht Behesht (Palácio Oito Paraísos) (1699) e a Escola Chahar Bagh (1714) apareceram em Ispaã e em outras cidades. Este extenso desenvolvimento da arquitetura esteve enraizado na cultura persa, e tomou forma na concepção das escolas, banhos, casas, caravançarás e outros espaços urbanos como bazares e praças. Ele continuou até o fim do reinado Qajar.

## O papel dos quizilbaches no militarismo
Os quizilbaches (قزلباش; Qizelbāš) eram uma grande variedade de extremistas xiitas (ghulāt) e principalmente grupos de militantes turcos oguzes que ajudaram a fundar o Império Safávida. A sua força militar foi essencial durante o reinado dos xás Ismail e Tamaspe.
No entanto, confrontado com os rebeldes quizilbaches (que supunha-se serem os "Guardas Imperiais"), Abas I foi forçado a reorganizar o exército e minimizar suas influências, recorrendo a um exército permanente a partir de ghulans ("escravos") armênios e georgianos. O novo exército seria leal ao rei e não mais aos chefes das clãs. Além disso, a fim de equilibrar o poder entre o novo exército e as poderosos tribos turcomanas, Abas juntou um número de tribos turcomanas aliadas na fronteira noroeste do império e deu a essa nova, grande e poderosa tribo o nome de "Shahsavan" ("Amigos do Rei").

## Legado
Foram os safávidas que fizeram do Irã o bastião espiritual do xiismo contra as investidas violentas dos ortodoxos sunitas e o repositório das tradições culturais persas e da auto-consciência da nacionalidade iraniana, atuando como uma ponte para o Irã moderno. O fundador da dinastia, o xá Ismael, adotou o título de xá Pādišah-ī Īrān, com sua implícita noção de Estado iraniano estendendo-se desde o Coração até o rio Eufrates, e a partir do rio Oxo até os territórios do sul do golfo Pérsico.

Segundo o professor Roger Savoryː
| “ | De várias maneiras os safávidas afetaram o desenvolvimento do Estado moderno iraniano: primeiramente, eles garantiram a continuação de diversas antigas e tradicionais instituições persas, e transmitiram isto de uma forma mais reforçada, ou mais "nacional"; em segundo lugar, pela imposição do Xiismo Ithna 'Ashari no Irã como a religião oficial do Estado Safávida, eles reforçaram o poder dos mujtahids. Os safávidas possibilitaram a luta pelo poder entre os cidadãos e a coroa ou seja, entre os defensores do governo secular e os defensores de uma teoria de governo; terceiro, eles lançaram as bases da aliança entre as classes religiosas ('Ulama') e os bazares que desempenharam um papel importante na Revolução Constitucional Persa de 1905-1906, e novamente na Revolução Islâmica de 1979; quarto, as políticas introduzidas pelo xá Abas I conduziram a um sistema mais centralizado administrativamente. | ” |

## Xás safávidas do Irã
Linhagem safávida
- Ismail I 1501–1524
- Tamaspe I 1524–1576
- Ismail II 1576–1578
- Maomé Codabanda 1578–1587
- Abas I 1587–1629
- Safi 1629–1642
- Abas II 1642–1666

Linhagem kulliye-safávida
- Abas II 1670

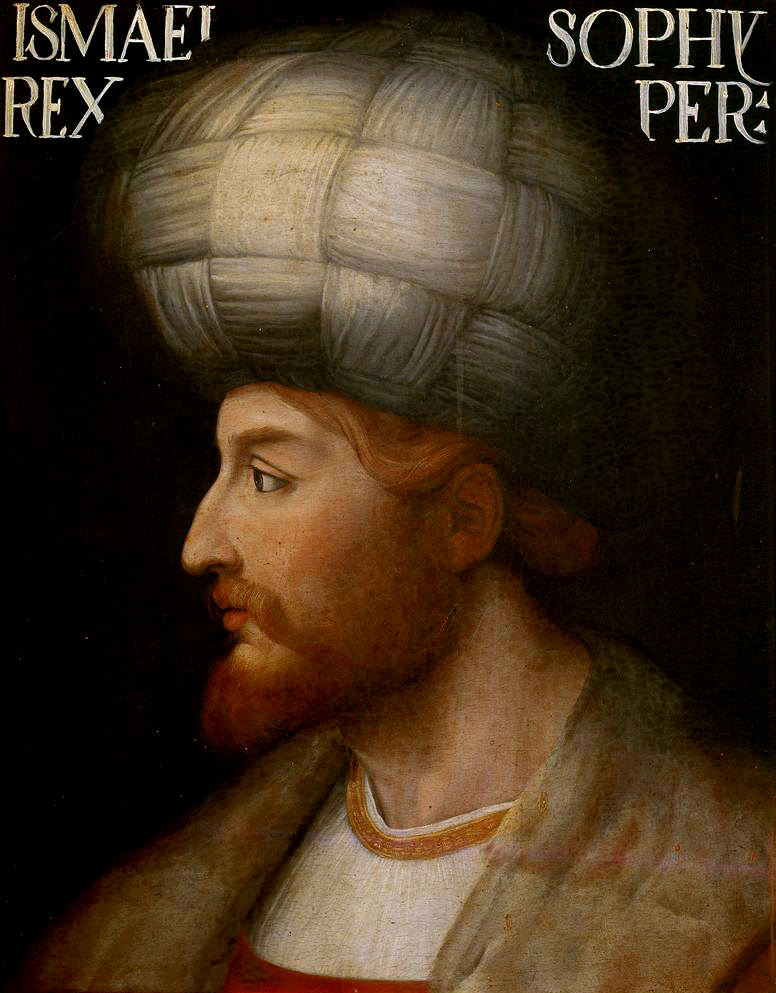
O xá Ismail I, fundador do Estado Safávida, numa representação medieval europeia

A partir de sua descendência vem a nobre dinastia dos Bigvand Kulyai ( Beghvan Külliye) região do Curdistão do Irã Songur-Kolyai. Sobrevivente de tentativa de execução por Abas II e fuga do cativeiro
- Solimão I 1666–1694
- Sultão Huceine I 1694–1722
- Tamaspe II 1722–1726 Primeira vez.

Linhagem maraxi-safávida
- Xá Amade Maraxi 1726–1728

Linhagem safávida
- Tamaspe II 1728–1732
- Abas III 1732–1736

Linhagem maraxi-safávida
- Solimão II 1749–1750

Linhagem sultani-safávida
- Ismail III 1750 Primeira vez.

Casa desconhecida (provavelmente qajar-safávida)
- Mohammad Hossain Xá III 1750 –1752 em Mazandaran. Deposto em 1757.

Linhagem sultani-safávida
- Ismail III 1752–1761 Segunda vez.

Linhagem desconhecida-sultani-safávida
- Mohammad Xá 1786 Ele casou com a filha de Ismail III e foi instalado por Agha Mohammad Khan Qajar Quyunlu. A partir de sua descendência vem os Beys da Tunísia (através de sua filha).

Fonte de dados: Royalark